# 孔传钜
孔传钜（1684年3月12日—1709年8月26日），字擎中，清朝山东兖州府曲阜县（今山东省曲阜市）人，孔子六十八代孙，衍聖公孔兴燮之孙，翰林院五经博士孔毓埏之子。

## 生平
康熙二十三年正月廿七日（1684年3月12日）生，为廪生，康熙四十八年七月廿一日（1709年8月26日）去世，年二十六岁，无子。追赠儒林郎、太常寺博士。

## 家庭
- 妻：张氏，康熙二十三年七月初五日（1684年8月15日）出生，康熙四十四年七月三十（1705年9月17日）去世，遂宁人，文华殿大学士张鹏翮次女，赠安人
- 妻：李氏，康熙二十七年十月二十七日（1688年11月19日）出生，乾隆元年正月十五（1736年2月26日）去世，德州人，刑部尚书李涛的第三女，没有成婚，孔传钜已亡，守节二十余年，赐旌表，封太安人
  - 嗣子：孔继泰，族兄孔传礼之子，孔毓瑛之孙